# ProZ.com
O ProZ.com é um website para associados destinado a tradutores freelancers. Fundado em 1999, ele é usado principalmente para enviar e responder ofertas de trabalho de tradução. Em 20 de outubro de 2018, o ProZ.com contava com mais de 960 mil usuários cadastrados, oriundos de mais de 200 países e territórios de todo o mundo.
O site está disponível em mais de 45 idiomas e está sendo traduzido para outros 35, embora essa adaptação não esteja completa em muitos deles, sendo que o padrão é o inglês. Segundo a QuantCast, o ProZ.com tem 220 mil visitantes distintos por mês nos EUA.
O site não é exclusivo para tradutores profissionais, possuindo uma boa quantidade de tradutores semi-profissionais e amadores. Ele é aberto a qualquer pessoa, sem comprovação de competência ou registro legal.

## Recursos e outras informações
O ProZ.com é sediado em Syracuse, Nova Iorque, nos Estados Unidos, e possui escritórios em La Plata, na Argentina, e em Carcóvia, na Ucrânia.
O site agrega uma comunidade virtual de tradutores e oferece uma ampla gama de recursos. Usuários registrados podem divulgar na internet suas identidades profissionais de tradutores e receber ofertas de emprego por e-mail com os pares de idiomas cadastrados. É exigido registro para a maioria dos serviços. Também estão disponíveis fóruns de discussão e glossários online. Embora muito do site exija pagamento de mensalidade para ser usado e ele receba verba de propaganda paga, a plataforma foi desenvolvida com a ajuda de voluntários não remunerados. Um recurso marcante são as perguntas sobre terminologia, formuladas e respondidas pelos usuários, pelo qual mais de 2 milhões de consultas sobre traduções de termos foram respondidas.
O site apresenta sistemas de reputação: WWA para os tradutores e BlueBoard para os contratantes.
A revista "Inc." avalia o serviço como "um recurso útil para projetos de tradução pequenos", mas, pelo fato de somente membros pagantes poderem ver os preços praticados, "não membros podem ter dificuldade de imaginar o quanto propor". (Desde então, essas informações foram tornadas públicas.)
Um artigo num blog do Guardian, publicado em abril de 2012, se referiu ao ProZ.com como "a maior organização de tradutores do mundo".
Em 30 de setembro de 2009, o site organizou uma conferência virtual que atraiu uma grande audiência. Conferências virtuais sobre tradução têm sido promovidas anualmente desde então e são abertas a qualquer um que esteja registrado no site.

## Fraudes
Muitos casos de fraude e roubo de identidade (incluindo colheita de dados em larga escala) têm sido denunciados e medidas preventivas tomadas para tratar esses problemas.

## Sites com recursos comparáveis
O ProZ.com está à frente de seus maiores competidores no segmento de tradução, tais como TranslatorCertification.com, TranslatorsCafe.com, TranslationDirectory.com, TraduGuide.com e TTMEM.com, em dois importantes indicadores: volume de atividades e usuários registrados.

## Cooperação com entidades sem fins lucrativos
O ProZ.com contribuiu com serviços de programação, com uma plataforma de trabalho e também com acesso a seu banco de dados de tradutores para o grupo sem fins lucrativos Tradutores Sem Fronteiras. Ele também cooperou com a entidade Ashoka e patrocinou eventos organizados pela Associação Americana de Tradutores, entre outras, no passado.
Em especial, o ProZ.com hospeda e disponibiliza a plataforma de tradução usada pelos Tradutores Sem Fronteiras para fornecer mais de 2,5 milhões de palavras em 2011 e 4,5 milhões em 2012, doadas por voluntários a organizações humanitárias. Isto inclui a tradução para diversas línguas de artigos médicos da Wikipédia como parte da Wikipédia:Projetos/Saúde.